# Canciones regaladas
Canciones regaladas es el segundo álbum de estudio conjunto de  Ana Belén y Víctor Manuel. 
Para este disco, los artistas han seleccionado y grabado canciones que siempre les han gustado. Contiene temas de Billy Joel, Rubén Blades, Leonard Cohen y Chico Buarque, entre otros. Anteriormente sólo habían publicado un disco de estudio juntos, Para la ternura siempre hay tiempo (1986), en el que se incluía La Puerta de Alcalá.

## Lista de canciones[1]
| N.º | Título                                         | Escritor(es)                          | Intérprete(s)            | Duración |  |
| 1.  | «El Padre Antonio y el Monaguillo Andrés»      | Rubén Blades                          | Ana Belén, Víctor Manuel | 5:24     |  |
| 2.  | «Verano (Estate)»                              | Bruno Martino, Bruno Briguetti        | Ana Belén, Víctor Manuel | 3:53     |  |
| 3.  | «En el último trago»                           | José Alfredo Jiménez                  | Víctor Manuel            | 4:01     |  |
| 4.  | «Quiéreme tal como soy (Just the way you are)» | Billy Joel                            | Ana Belén, Víctor Manuel | 4:17     |  |
| 5.  | «Aleluya (Hallelujah)»                         | Leonard Cohen                         | Ana Belén, Víctor Manuel | 4:46     |  |
| 6.  | «¿Cómo pudiste hacerme esto a mí?»             | Nacho Canut, Carlos Berlanga          | Ana Belén                | 4:12     |  |
| 7.  | «Todo cambia»                                  | Julio Numhauser                       | Ana Belén, Víctor Manuel | 4:29     |  |
| 8.  | «Al fin (At Last)»                             | Mack Gordon, Harry Warren             | Ana Belén, Víctor Manuel | 4:32     |  |
| 9.  | «La guerra de las rosas (A guerra das rosas)»  | José Mário Branco, Manuela de Freitas | Víctor Manuel            | 4:18     |  |
| 10. | «Años dorados (Anos dourados)»                 | Chico Buarque, Tom Jobim              | Ana Belén, Víctor Manuel | 4:03     |  |
| 11. | «Los pájaros perdidos»                         | Astor Piazzolla, Mario Trejo          | Ana Belén                | 3:49     |  |
| 12. | «Choca esos cinco (Venham mais cinco)»         | José Afonso                           | Ana Belén, Víctor Manuel | 3:35     |  |

## Gira
Con motivo del lanzamiento del álbum, los cantantes emprenden una nueva gira. Durante los conciertos, presentan este nuevo disco y cantan las canciones más conocidas de su repertorio. Esta triunfal gira, la primera que realiza la pareja por España en 7 años, concluye el 9 de octubre de 2015 con un concierto especial en el Barclaycard Center de Madrid. A lo largo de la gira, los artistas realizan conciertos en 23 ciudades españolas, con grandes éxitos como el concierto con todas las entradas agotadas y ante más de 4.000 personas en el Teatro Romano de Mérida, los más de 5.000 espectadores que acudieron a su concierto en Jaén, o el concierto en La Coruña, ante una Plaza María Pita abarrotada.
En 2016 la gira se traslada a América Latina.

### España
| Fecha                    | Ciudad      | Recinto                          |
| ------------------------ | ----------- | -------------------------------- |
| 29 de mayo de 2015       | Sevilla     | Auditorio Rocío Jurado           |
| 13 de junio de 2015      | Valencia    | Palau de les Arts Reina Sofía    |
| 14 de junio de 2015      | Barcelona   | Festival Pedralbes               |
| 11 de julio de 2015      | Gijón       | Patio de la Laboral              |
| 18 de julio de 2015      | Ávila       | Plaza de toros                   |
| 19 de julio de 2015      | Benidorm    | Benidorm Palace                  |
| 1 de agosto de 2015      | La Coruña   | Plaza María Pita                 |
| 8 de agosto de 2015      | Marbella    | Starlite Festival                |
| 14 de agosto de 2015     | Villena     | Polideportivo Municipal          |
| 21 de agosto de 2015     | San Javier  | Auditorio Parque Almansa         |
| 23 de agosto de 2015     | Torrelavega | Plaza del Ayuntamiento           |
| 30 de agosto de 2015     | Noja        | Plaza Pública                    |
| 4 de septiembre de 2015  | Mérida      | Teatro Romano                    |
| 5 de septiembre de 2015  | Ponferrada  | Auditorio Municipal              |
| 11 de septiembre de 2015 | Cehegín     | Plaza de toros                   |
| 12 de septiembre de 2015 | Jaén        | Plaza de toros                   |
| 18 de septiembre de 2015 | Las Palmas  | Gran Canaria Arena               |
| 19 de septiembre de 2015 | La Laguna   | Pabellón Insular Santiago Martín |
| 25 de septiembre de 2015 | Granada     | Palacio de los Deportes          |
| 26 de septiembre de 2015 | Málaga      | Auditorio Municipal              |
| 2 de octubre de 2015     | Burgos      | Coliseum                         |
| 3 de octubre de 2015     | Valladolid  | Polideportivo Pisuerga           |
| 4 de octubre de 2015     | Bilbao      | Palacio Euskalduna               |
| 9 de octubre de 2015     | Madrid      | Barclaycard Center               |

### América Latina
| Fecha               | Ciudad        | Recinto                                      |
| ------------------- | ------------- | -------------------------------------------- |
| 8 de abril de 2016  | Buenos Aires  | Teatro Gran Rex                              |
| 9 de abril de 2016  | Buenos Aires  | Teatro Gran Rex                              |
| 11 de abril de 2016 | Mar del Plata | Teatro Radio City                            |
| 13 de abril de 2016 | La Plata      | Teatro Argentino de La Plata                 |
| 15 de abril de 2016 | Córdoba       | Quality Espacio                              |
| 16 de abril de 2016 | Rosario       | Teatro El Círculo                            |
| 18 de abril de 2016 | Montevideo    | Auditorio Nacional del Sodre Dra. Adela Reta |
| 22 de abril de 2016 | San José      | Teatro Melico Salazar                        |
| 23 de abril de 2016 | San José      | Teatro Melico Salazar                        |

## Lista de ventas
| País   | Clasificación   | Posición de entrada | Mejor posición | Semanas en la mejor posición | Semanas en la clasificación |
| ------ | --------------- | ------------------- | -------------- | ---------------------------- | --------------------------- |
| España | Top 100 álbumes | 8                   | 4              | 1                            | 23                          |